# بيرسي روبنسون
بيرسي روبنسون (2 نوفمبر 1881 ببرستل في المملكة المتحدة - 29 يناير 1951 بمقاطعة سومرست في المملكة المتحدة) (بالإنجليزية: Percy Robinson)‏ هو لاعب كريكت بريطاني (وحمل سابقاً جنسية المملكة المتحدة لبريطانيا العظمى وأيرلندا). لعب مع نادي مقاطعة غلوستر للكريكت ‏.

## وصلات خارجية
- بيرسي روبنسون على موقع إي آس بي آن كريك إنفو (الإنجليزية)